# Deutschordensballei Romanien
Die Kommenden des Deutschen Ordens, welche die Klöster der Ordensritter und Ordenspriester darstellten, waren in größeren Verbänden zusammengeschlossen. Diese Verbände wurden Balleien genannt und sind mit Ordensprovinzen zu vergleichen. An ihrer Spitze stand ein Landkomtur, der mit einem Provinzial in anderen Orden zu vergleichen ist.
Eine dieser Balleien war die im heutigen Griechenland gelegene Deutschordensballei Romanien, zu der auch eine eigene Baronie gehörte. Die Ballei unterstand dem Hochmeister und wurde mangels Eintritte aus dem Gebiet der eigentlichen Ballei aus Rittern und Priestern der Deutschen Balleien bestückt.